# Nyctemera marcida
Nyctemera marcida är en fjärilsart som beskrevs av Swinhoe 1906. Nyctemera marcida ingår i släktet Nyctemera och familjen björnspinnare. Inga underarter finns listade i Catalogue of Life.